# Patricia Maldonado Aravena
Érika Patricia Maldonado Aravena (nacida como Clorinda Érika Patricia Maldonado Aravena; Santiago, 17 de septiembre de 1950), también conocida como Paty Maldonado, es una cantante, actriz, presentadora de televisión y comentarista de espectáculos chilena. Es embajadora del Partido Nacional Libertario.
Como cantante, ha grabado cinco discos y un disco recopilatorio de grandes éxitos; y ha participado en la edición 79 del Festival OTI en Venezuela representando a Chile con la canción "La música".  A su vez, ha desarrollado una extensa carrera en los medios de comunicación, haciéndose conocida por generar polémicas en cuanto a su postura política y sus opiniones como comentarista de espectáculos en diversos y controvertidos programas de espectáculos en su país, destacando su presencia en el Mucho gusto durante 18 años. Actualmente es panelista estable del programa Tal Cual de TV+, además de realizar presentaciones humorísticas y de canto en todo el país.

## Carrera artística
Patricia Maldonado nació un 17 de septiembre de 1950, en la capital Santiago, en Chile. 
Comenzó su carrera musical como cantante interpretando boleros y baladas durante las décadas de los años 1970 y 1980. En 1979 alcanzó éxito con la canción «La quintralada», compuesta por el cantautor y hoy político Florcita Motuda. Ese mismo año representó a Chile en el Festival de la OTI celebrado en Caracas, Venezuela, con el tema «La música», de Scottie Scott.

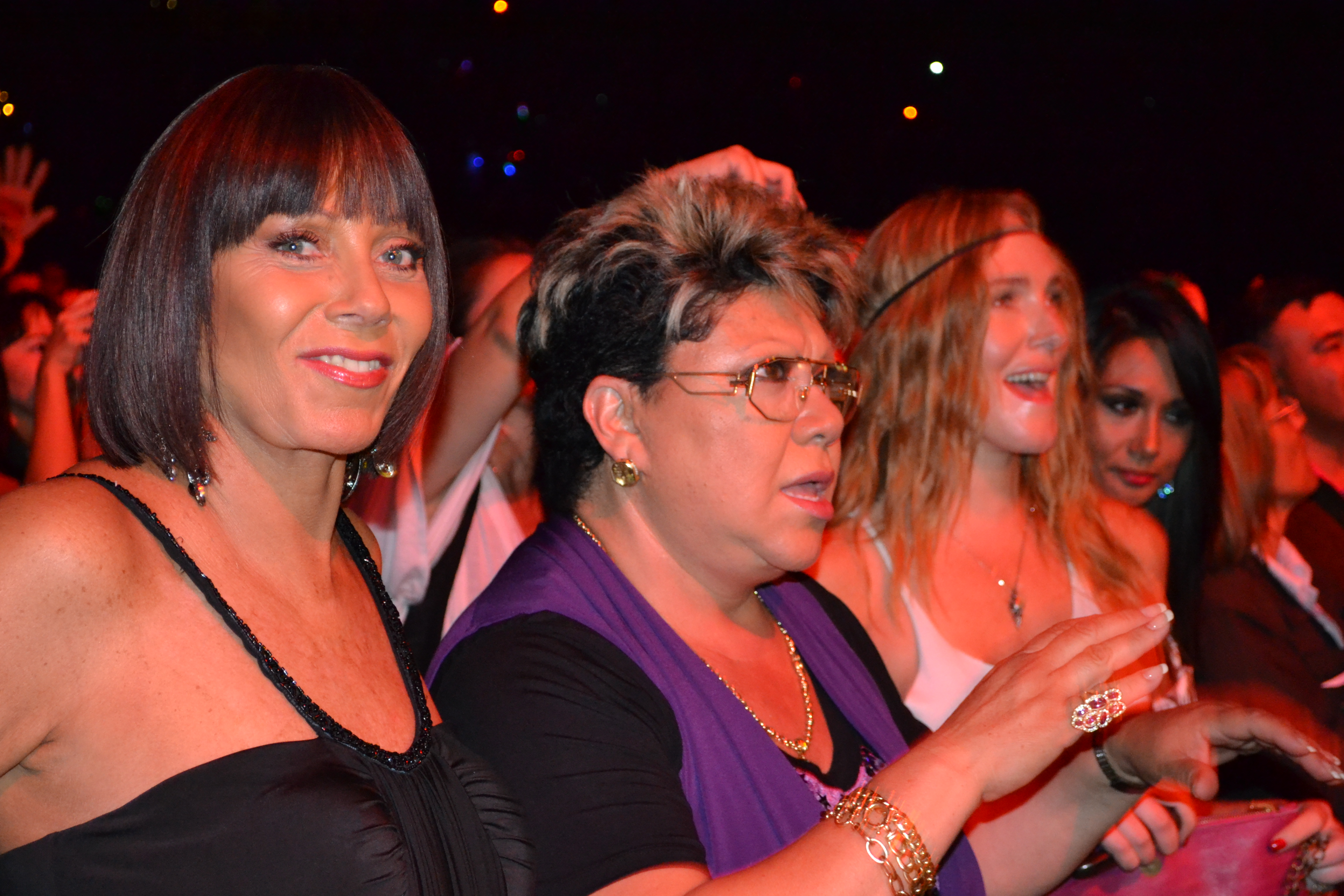
De izquierda a derecha: Raquel Argandoña, Patricia Maldonado, Catalina Pulido y Pamela Díaz en 2011.

En 1982 tuvo su debut actoral en la telenovela De cara al mañana de TVN. Paralelamente, debutó como presentadora del programa Pare, mire y escuche y participó como comediante en las nuevas temporadas del programa de humor Jappening con Ja, en reemplazo de Maitén Montenegro. A fines de 1983 se estableció en los Estados Unidos para desarrollar su carrera como cantante, y a pesar de que logró poner un par de sencillos en las listas de música latina, finalmente regresó a Chile.
En 1989 presentó Anímese en Canal 11. Sin embargo, su apoyo público a la dictadura militar provocó que la mayoría de los canales de televisión la vetara durante la década de 1990. En ese tiempo tuvo varios emprendimientos con su cónyuge, como un pub llamado «Confetti's» y un restaurante llamado «El Vozarrón de la Maldo», aparte de vender ropa.
En la década de 2000 logró definir un nuevo perfil, que la alejó de la canción y la llevó a la televisión, como panelista y comentarista de espectáculos en controvertidos programas de espectáculos y misceláneos, entre ellos, Casi en serio de La Red, el matinal Mucho gusto (al que llegó en 2003) y Yo soy... (Mega), Locos por el baile y Cantando por un sueño (Canal 13).
Tras el inicio de las protestas de 2019, su participación en Mucho gusto fue suspendida, y su programa Sin límites –que presentaba junto a Raquel Argandoña– fue cancelado por Radio Agricultura. En 2021, tras 17 años, Maldonado es desvinculada de Mega.
Durante los confinamientos por la pandemia de COVID-19, lanzó el programa «Las Indomables», un magacín de corte socialconservador y muy polémico, en su versión de televisión por Internet vía streaming, junto a Catalina Pulido y la modelo uruguaya Claudia Schmidt.

## Ámbito político
Fue desde la década de 1970 y hasta fines de la década de 1990 una activista política de derecha. Es reconocida amiga de la familia Pinochet y partidaria de Augusto Pinochet y la dictadura militar que éste encabezó.

Partidaria del presidente Eduardo Frei Montalva, militó en el Partido Demócrata Cristiano de Chile a los 15 años y fue una tenaz resistente al gobierno de la Unidad Popular en su juventud. 

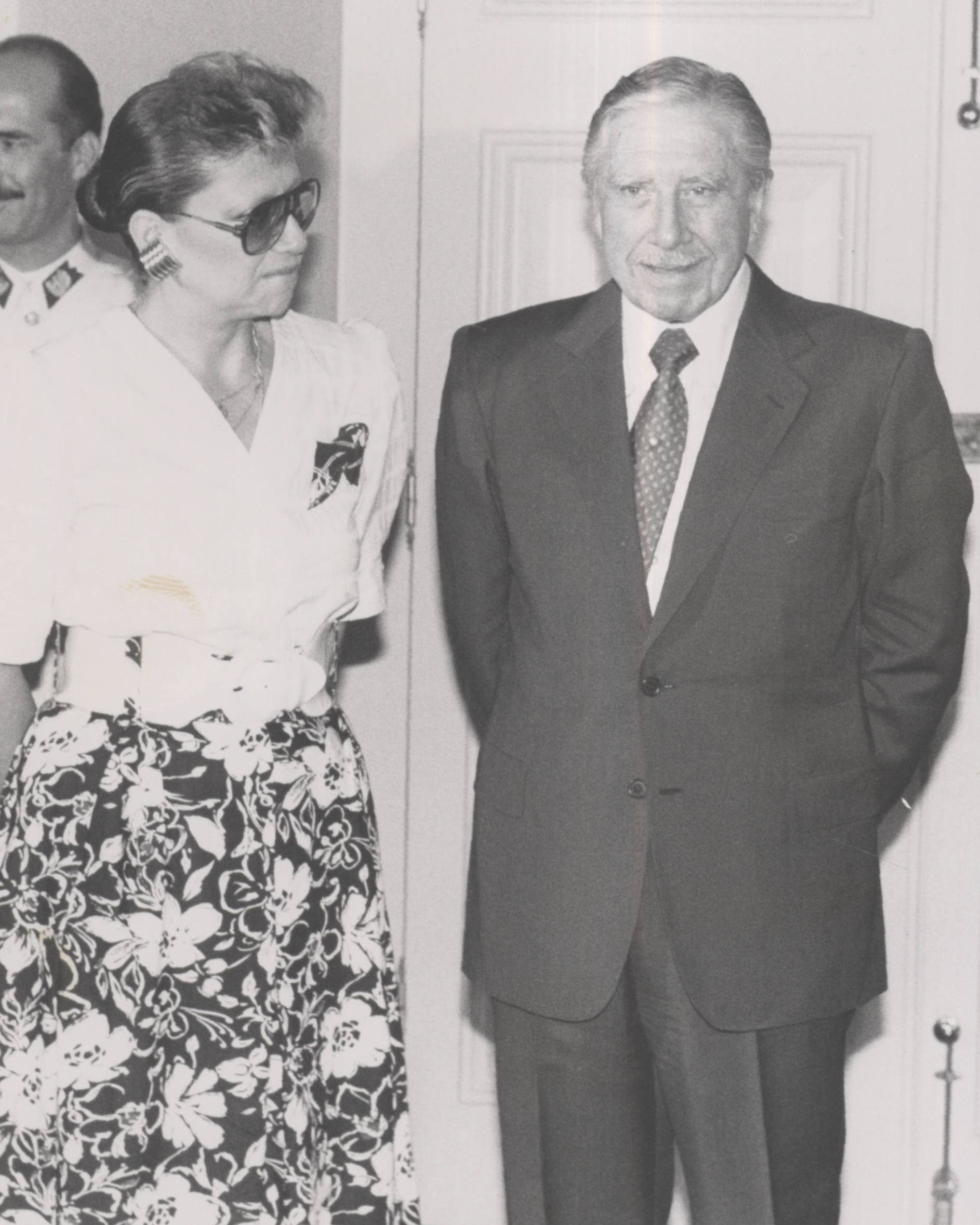
Maldonado (izquierda) junto a Augusto Pinochet.

Fue una abierta partidaria de la dictadura militar desde sus comienzos. Se refiere a Augusto Pinochet como su «compadre», al ser este el padrino de bautismo de su hija Patricia, y compartían varios de sus ideales políticos. También apoyó públicamente, con apariciones televisivas, la opción «Sí» para el plebiscito del 5 de octubre de 1988.
Fue candidata independiente a diputada en las elecciones parlamentarias de 1989, por el distrito 28, donde obtuvo el 15,38 %, con lo cual fue tercera mayoría individual, pero no logró ser elegida. En 1990 fue una de las fundadoras del pequeño partido de derecha Democracia Nacional de Centro, donde alcanzó el cargo de vicepresidenta.
Fue nuevamente candidata a diputada en 1997, esta vez por la UDI, y para representar al distrito 18. Obtuvo el 11,43 %. Si bien constituía la segunda mayoría personal, no resultó elegida en virtud de las reglas del sistema binominal, pues los candidatos de la Concertación en su conjunto doblaron su porcentaje con un 72 %. Después de dicha elección dejó de participar en política partidista. Sin embargo, viajó a Londres en 1998 en repetidas ocasiones, con motivo de la detención allí del entonces senador vitalicio Augusto Pinochet.
Su apoyo a la dictadura militar causó que desde 2018 diversos miembros de la cultura y las artes solicitasen su salida de la televisión abierta, además de diputados de centroizquierda.

## Filmografía

### como Presentadora
- 1980—1983: Pare, mire y escuche[16]
- 1988—1989: Cordialmente
- 1989—1990: ¡Anímese!
- 2009: La noche, el reality[17]

### como Panelista
- 2003: Con ustedes
- 2003—2019: Mucho gusto[18]
- 2007: Cantando por un sueño
- 2010: Sábado por la noche
- 2010: Mira quién habla
- 2011: Secreto a voces
- 2011—2012: Yo soy
- 2022—: Tal cual [19]

### Especiales
- 1979: Festival de la OTI como concursante
- 2006: Locos por el baile como concursante
- 2011: Vive USA (reality) como ella misma
- 2014: Vive Brasil (reality) como ella misma
- 2014: Amor a prueba (reality) como anfitriona de actividades
- 2015: The Switch Drag Race como entrenadora
- 2016: ¿Volverías con tu ex? (reality) como anfitriona de actividades
- 2017: Doble tentación (reality) como anfitriona de actividades
- 2018: The Switch 2 como entrenadora

### Ficción
- 1982: De cara al mañana como Marcela Rivera
- 1988: Bellas y audaces como ella misma

## Discografía

### Álbumes
- Patricia Maldonado (1978)
- Atrévete conmigo (1985)
- 1973-1990 Muchas Gracias (1990)
- Canto por Chile (2009)
- Grandes éxitos (2014)

### Sencillos
- «La música»
- «A mí» (1981)[20]
- «¿Qué sabes tú?»
- «Noche de ronda»
- «Amigos, siempre amigos»
- «La quintralada»
- «La casera»
- «Tiempo al tiempo»
- «Bésame mucho»
- «Inolvidable»
- «Volver, volver»

## Historial electoral

### Elecciones parlamentarias de 1989
- Candidata a diputada por el Distrito 28 (Lo Espejo, Pedro Aguirre Cerda y San Miguel), Región Metropolitana, periodo 1990-1994.[21]

| Candidato                  | Pacto                          | Partido | Votos  | %     | Resultado |
| -------------------------- | ------------------------------ | ------- | ------ | ----- | --------- |
| Rodolfo Seguel Molina      | Concertación por la Democracia | PDC     | 88 667 | 42,53 | Diputado  |
| Mario Palestro Rojas       | Concertación por la Democracia | ILA     | 44 649 | 22,25 | Diputado  |
| Patricia Maldonado Aravena | Democracia y Progreso          | ILB     | 30 872 | 15,38 |           |
| Nelson Murua Polanco       | Democracia y Progreso          | RN      | 25 750 | 12,83 |           |
| Miguel Riesco Manríquez    | Liberal-Socialista Chileno     | PL      | 5483   | 2,73  |           |
| Antonio Yelpi Aguilar      | Liberal-Socialista Chileno     | ILE     | 4988   | 2,49  |           |
| Jaime Silva                | Alianza de Centro              | ILD     | 3613   | 1,8   |           |

### Elecciones parlamentarias de 1997
- Candidata a diputada por el Distrito 18 (Cerro Navia, Lo Prado y Quinta Normal), Región Metropolitana, periodo 1998-2002.[22]

| Candidato                  | Pacto                          | Partido | Votos   | %     | Resultado |
| -------------------------- | ------------------------------ | ------- | ------- | ----- | --------- |
| Guido Girardi Lavín        | Concertación por la Democracia | PPD     | 115 791 | 65,92 | Diputado  |
| Patricia Maldonado Aravena | Unión por Chile                | UDI     | 20 076  | 11,43 |           |
| Hernán Lechuga Farías      | La Izquierda                   | PC      | 15 432  | 8,78  |           |
| Carlos Olivares Zepeda     | Concertación por la Democracia | DC      | 11 080  | 6,31  | Diputado  |
| Cristián Nieto Gómez       | Unión por Chile                | RN      | 9037    | 5,14  |           |
| Susana Córdova Rodríguez   | Humanista                      | PH      | 2706    | 1,54  |           |
| Luis Felipe García Merino  | Humanista                      | PH      | 1543    | 0,88  |           |